# Orchestina launcestoniensis
Orchestina launcestoniensis là một loài nhện trong họ Oonopidae.
Loài này thuộc chi Orchestina. Orchestina launcestoniensis được miêu tả năm 1932 bởi Hickman.